# Dyke River
Der Dyke River ist ein Fluss im Nordosten des australischen Bundesstaates New South Wales.

## Geographie
Der Fluss entspringt in der Cunnawarra Range im Südwesten des New-England-Nationalparks. Von seiner Quelle fließt der Fluss nach Süden durch unbesiedeltes Land, größtenteils im Nationalpark. Bei Lower Creek mündet er in den Macleay River.